# Ďordi Abadžijev
Ďordi Abadžijev (7. října 1910, Osmanská říše – 2. srpna 1963, Skopje) byl makedonský prozaik a historik.
Od roku 1915 do roku 1948 žil v Bulharsku. Potom se přestěhoval do Makedonie (Jugoslávie), a tehdy se stal prozaikem a historikem. Zabýval se zejména historií. Abadžijev zemřel 2. srpna 1963. Jeho díla vyšla v bulharštině, makedonštině a srbštině.

## Díla (některá)
- Aramisko gnezdo – Zbojnické hnízdo (1954)
- Pustina – Poušť (1961)